# Vecchi tempi
Vecchi tempi (Old Times) è un'opera teatrale del drammaturgo britannico Harold Pinter composta nel 1970 e portata in scena per la prima volta il 1º giugno 1971 all'Aldwych Theatre di Londra dalla Royal Shakespeare Company.